# Hymenophyllum dentatum
Hymenophyllum dentatum là một loài thực vật có mạch trong họ Hymenophyllaceae. Loài này được Cav. miêu tả khoa học đầu tiên.